# Salamandra corsica
Kỳ giông lửa Corsica (tên khoa học Salamandra corsica) là một loài kỳ giông trong họ Salamandridae chỉ tìm thấy trên đảo Corsica và là một loài đặc hữu của đảo. Thời gian trước, loài này được xem là phân loài của kỳ giông lửa. Kỳ giông lửa Corsica chủ yếu sống trong các khu rừng rụng lá núi của hòn đảo. Trên bờ biển phía tây gần trong Calanques de Piana, kỳ nhông đã được tìm thấy gần mực nước biển.